# Принцип економичности
Принцип економичности је педагошки принцип који има за циљ да се са што мање напора постигну жељени резултати. Овај принцип може да се односи и на утрошено време, али и материјална средства. Назива се још и принцип рационализације.

## Пожељне активности васпитача
Васпитање не зависи само од онога ко циљано утиче на младог човека, рецимо наставника, већ и од других фактора који окружују васпитаника. Међутим, модел васпитача је, по правилу, водећи. Не препоручује се много „моралисања“, већ је важно да се ученицима прикажу такве ситуације у којима ће они са мало утрошене енергије и на најједноставнији начин добити много.